# Guissia
Guissia est une localité du Cameroun située dans la commune de Kar-Hay, le département du Mayo-Danay et la Région de l'Extrême-Nord, à proximité de la frontière avec le Tchad.

## Population
En 1967 la localité comptait 1 057 habitants, principalement Toupouri. À cette date, elle était dotée d'une école publique à cycle complet et d'une mission catholique. Un marché hebdomadaire s'y tenait le lundi.
Lors du recensement de 2005, on y a dénombré 2 316 personnes.